# Nationalité marocaine

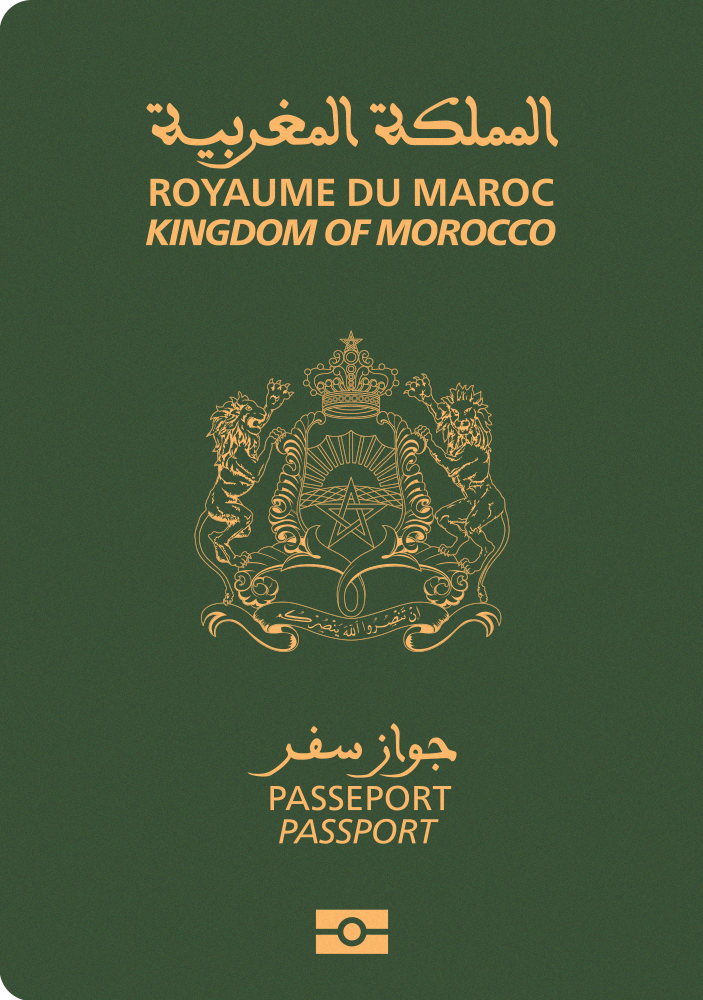
Passeport marocain

La nationalité marocaine est le lien juridique qui rattache une personne à la communauté marocaine, élément fondateur de l'État marocain. Les conditions de jouissance de la nationalité marocaine sont régies par le Code de la nationalité de 1958, réformé en 2007.

## Historique
On peut diviser le processus de naissance de la nationalité marocaine - telle qu'on la connaît maintenant - en trois périodes successives :

### Avant le protectorat
Depuis l'Antiquité, c'est l'appartenance tribale et donc le lien du sang qui caractérisait la société marocaine et maghrébine en général.
À partir de la conquête islamique, c'est la notion religieuse d'appartenance à la communauté musulmane qui s'installe et devient la règle. Le rattachement d'un croyant à la communauté musulmane se fait exclusivement par le lien de la filiation patrilinéaire.
De fait, il existe deux catégories de personnes :
- le croyant qui est chez lui partout en terre d'islam
- le dhimmi qui n'est pas musulman et qui est considéré comme un étranger.

En tout état de cause, avec l'avènement de l'État marocain, les Marocains sont sujets du sultan. Ils lui sont rattachés par le lien quasi féodal de la bay'a (proclamation d'allégeance perpétuelle).

### Pendant le protectorat
La période du protectorat a participé à instaurer une nationalité marocaine qui n'est plus fondée sur la religion, mais sur l'appartenance à l'État. Vis-à-vis du droit international, l'État marocain a gardé sa personnalité juridique propre, il est resté distinct de l'État français et par conséquent la nationalité marocaine était nécessairement distincte de la nationalité française.
C'est le dahir du 8 novembre 1921 relatif à la nationalité marocaine qui a fondé la nationalité marocaine moderne :

« Article unique : — Est Marocain, à l'exception des citoyens, sujets ou ressortissants de la puissance protectrice autres que nos sujets, tout individu né dans la zone française de Notre Empire, de parents étrangers dont l'un y est lui-même né »

— Bulletin Officiel n° 476, p 1866.
(Article abrogé par le Code de nationalité marocaine de 1958).
Mais cette nationalité était inachevée car à l'époque le pays était divisé en 3 zones (française, espagnole et internationale) et chaque zone avait des règles de détermination de la nationalité différentes.

## Attribution de la nationalité

### Par filiation
Au Maroc, le droit de la nationalité est principalement basé sur le droit du sang. À l'origine, la nationalité était transmissible uniquement par l'homme, mais depuis 2007, la femme transmet aussi sa nationalité à ses enfants. Ainsi est désormais également Marocain l'enfant né d'une mère marocaine mariée à un étranger (son mariage ayant été effectué conformément au Code de la famille, pour la musulmane, et son conjoint étant donc musulman; celle de confession juive étant soumise aux règles du statut personnel hébraïque marocain.
Est marocain l'enfant né au Maroc ou à l'étranger de père marocain ou de mère marocaine.

### Par naissance
Est marocain, l’enfant né au Maroc de parents inconnus. Toutefois, l'enfant né au Maroc de parents inconnus sera réputé n'avoir jamais été Marocain si, au cours de sa minorité, sa filiation est établie à l'égard d'un étranger, et s'il a, conformément à la loi nationale de cet étranger, la nationalité de celui-ci. L’enfant de parents inconnus trouvé au Maroc est présumé, jusqu'à preuve du contraire, né au Maroc.

### Par mariage
DAHIR N° 1-58-250 DU 21 SAFAR 1378 (6SEPTEMBRE 1958) PORTANT CODE DE LA NATIONALITE MAROCAINE
ARTICLE 10 du Code de la nationalité marocaine: La femme étrangère qui a épousé un Marocain peut, après une résidence habituelle et régulière au Maroc du ménage depuis cinq ans au moins, souscrire, pendant la relation conjugale, une déclaration adressée au ministre de la justice, en vue d’acquérir la nationalité marocaine. La fin de la relation conjugale n’a aucun effet sur la déclaration qu’elle a déposée avant ladite fin. Le ministre de la justice statue sur la déclaration dans un délai d’un an à compter de la date de son dépôt. Le fait de ne pas statuer dans ledit délai vaut opposition. L’acquisition de la nationalité prend effet à compter de la date du dépôt de la déclaration. Demeurent néanmoins valables les actes passés conformément à la loi nationale antérieure de l’intéressée avant l’approbation du ministre de la justice.

### Par naturalisation
Peut être naturalisé, nonobstant la condition prévue au paragraphe 3 de l’article 11, l’étranger dont l'infirmité ou la maladie a été contractée au service ou dans l'intérêt du Maroc. Peut être naturalisé nonobstant les conditions prévues aux paragraphes 1, 3, 5 et 6 de l’article 11, l’étranger qui a rendu des services exceptionnels au Maroc ou dont la naturalisation présente un intérêt exceptionnel pour le Maroc .

## Perte ou renonciation à la nationalité
Selon l’article 19 du Code de la Nationalité de 1958, une personne de nationalité marocaine peut dans certaines situations perdre cette nationalité. Cette perte peut résulter d’une décision de l’autorité publique qui prend l’initiative de la décision du fait du comportement de l’intéressé. Mais elle peut se faire par déclaration. Il s’agit du droit de l’enfant issu d’un mariage mixte.
Par ailleurs, un Marocain peut perdre sa nationalité d’origine lorsqu’il acquiert une nationalité étrangère ou exerce un emploi dans un pays étranger qui porte atteinte à la sûreté de l’État marocain.
Enfin, un Marocain qui réside longuement à l’étranger peut renoncer à la nationalité marocaine à condition qu’on l’y autorise.
Selon l’article 19 du Code de la Nationalité de 1958, il faut que la nationalité étrangère ait été acquise volontairement, par le bienfait de la loi ou par naturalisation moyennant une déclaration expresse. Ainsi l’intéressé ne perd sa nationalité que s’il en fait la demande et obtient l’autorisation de renoncer à la nationalité marocaine. Peu importe qu’il ait acquis sa nationalité étrangère involontairement puisque la demande équivaut à la manifestation d’une option expresse en faveur de la nationalité étrangère.
Il faut que la nationalité étrangère ait été acquise à l’étranger. L’intéressé bénéficie des conditions d’octroi de la nationalité par le bienfait de la loi et les conditions de naturalisation. L’acquisition de nationalité étrangère peut être antérieure au Code de la Nationalité.

## Déchéance de la nationalité marocaine
La déchéance ne s’applique pas aux nationaux d’origine. Selon l’article 22 du Code de la Nationalité marocaine, elle est conçue comme la sanction de certains actes répréhensibles. Il s’agit d’actes ou d’attitudes antinationaux se manifestant chez le Marocain ayant acquis récemment la nationalité. Certains constituent des infractions et doivent être constatés par une condamnation, mais d’autres sont retenus en l’absence de toute condamnation.
Toute personne qui a acquis la nationalité marocaine peut être déchue à la suite d'une condamnation pénale spécifique : soit pour attentat ou offense contre le Souverain ou les membres de la famille royale, quelle que soit la peine prononcée; soit pour crime et délits contre la sûreté intérieure ou extérieure de l’État, quelle que soit la peine prononcée; soit pour crime ayant fait l’objet d’une peine de plus de cinq ans d’emprisonnement. À la différence des cas précédents, on prend en considération la peine prononcée. Il ne suffit pas que l’infraction soit un crime, il faut que la peine prononcée soit une peine criminelle.
Les condamnations prononcées à l’étranger ne sont pas concernées expressément par le Code de la Nationalité.
La déchéance demeure possible si le condamné a bénéficié d’une grâce ou d’une libération conditionnelle puisque ces circonstances n’effacent pas la condamnation. Au contraire, on ne pourrait pas tenir compte d’une condamnation effacée par la réhabilitation ou par l’amnistie. Celle-ci laisse subsister les faits en tant que faits, mais fait disparaître leur caractère délictueux.

## Droit à la double nationalité
La double nationalité est autorisée sans aucune restriction.